# 比尚库尔
比尚库尔（法語：Bichancourt，法語發音：[biʃɑ̃kuʁ]）是法国上法蘭西大區埃纳省的一个市镇，属于拉昂区。

## 地理
比尚库尔（49°34'46"N, 3°12'53"E）面积7.73 平方千米，位于法国上法蘭西大區埃纳省，该省份为法国北部内陆省份，北起北部省，西接索姆省和瓦兹省，东临阿登省和马恩省，西南至塞纳-马恩省，东北部与比利时接壤。
与比尚库尔接壤的市镇（或旧市镇、城区）包括：阿贝库尔、欧特勒维尔、绍尼、马尼康、皮埃尔芒德、圣保罗欧布瓦。

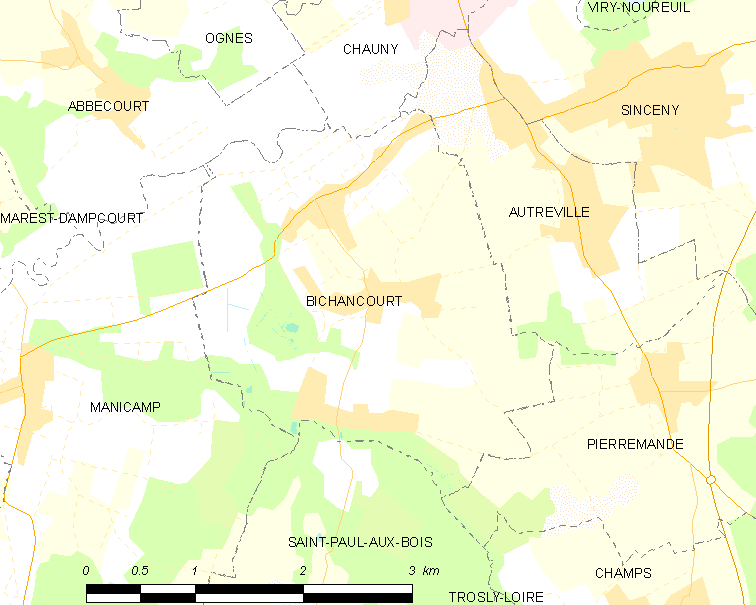
比尚库尔的OSM定位图

比尚库尔的时区为UTC+01:00、UTC+02:00（夏令时）。

## 行政
比尚库尔的邮政编码为02300，INSEE市镇编码为02086。

## 政治
比尚库尔所属的省级选区为埃纳河畔维克县。

## 人口

1962-2008年间比尚库尔人口变化图示

比尚库尔于2022年1月1日时的人口数量为989人。